# Новый Завод (Житомирская область)
Но́вый За́вод (укр. Новий Завод) — село на Украине, находится в Пулинском районе Житомирской области.
Код КОАТУУ — 1825483601. Население по переписи 2001 года составляет 579 человек. Почтовый индекс — 12056. Телефонный код — 4131. Занимает площадь 3,03 км².

## Адрес местного совета
12056, Житомирская область, Житомирский р-н, с. Новый Завод, ул. Мира, 3